# 韋爾蒂
韦尔蒂（法語：Vertus，法語發音：[vɛʁty]）是法国马恩省的一个旧市镇，位于该省中部，属于香槟沙隆区。2018年1月1日，韦尔蒂和相邻的另外3个市镇合并成为新市镇布朗科托（Blancs-Coteaux），并成为政府驻地。

## 地理
韋爾蒂（48°54'16"N, 4°0'12"E）面积35.68 平方千米，位于法国大東部大區马恩省，该省份为法国东北部内陆省份，北起阿登省，西北接埃纳省，西南接塞纳-马恩省，南至奥布省，东南接上马恩省，东临默兹省。
与韋爾蒂接壤的市镇（或旧市镇、城区）包括：容日、贝热尔莱韦尔蒂、埃特雷希、苏利耶尔、日夫里莱卢瓦西、布里地区卢瓦西、蒙莫尔-吕西、沙尔特赖、维莱欧布瓦、勒梅尼勒叙奥热、新城-雷讷维尔-舍维尼、瓦普勒、特雷孔。

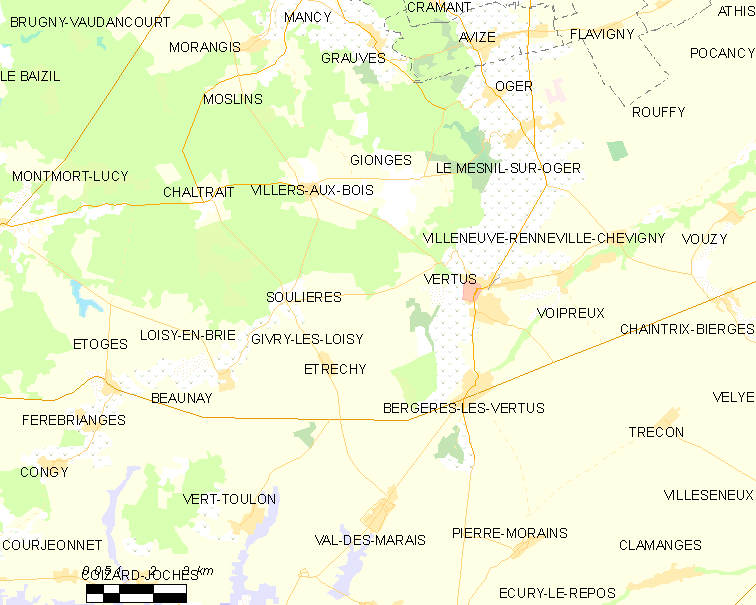
韋爾蒂的OSM定位图

韋爾蒂的时区为UTC+01:00、UTC+02:00（夏令时）。

## 行政
韋爾蒂的邮政编码为51130，INSEE市镇编码为51612。

## 政治
韋爾蒂所属的省级选区为韦尔蒂-香槟平原县。

## 人口

1962-2008年间韋爾蒂人口变化图示

韋爾蒂于2018年1月1日时的人口数量为2337人。